# Partido Comunista de Asturias
El Partido Comunista de Asturias (en asturiano: Partíu Comunista d'Asturies) es la organización del Partido Comunista de España en Asturias.
En el VIII Congreso del Partido Comunista de Asturias se realizó el nombramiento de Francisco de Asís Fernández Junquera-Huergo como Secretario General del partido.
De cara a las elecciones a la Junta General del Principado de Asturias de 2011 el PCA decidió presentarse al margen de IU con nombre de Frente de la Izquierda y en las municipales al ayuntamiento de Oviedo apoyando a la Asamblea de Ciudadanos por la Izquierda.

## Resultados electorales

### Junta General del Principado de Asturias
| Fecha | Líder                   | Votos  | Votos  | Escaños | Estatus   | Posición |
| Fecha | Líder                   | #      | %      | #       | Estatus   | Posición |
| ----- | ----------------------- | ------ | ------ | ------- | --------- | -------- |
| 1983  | Francisco Javier Suárez | 60.521 | 10,72% | 5/45    | Oposición | 3º       |

### Elecciones generales
| Fecha | Votos  | Porcentaje | Escaños | Posición |
| ----- | ------ | ---------- | ------- | -------- |
| 1977  | 60.297 | 10,47%     | 1/10    | 4º       |
| 1977  | 73.744 | 13,72%     | 1/10    | 3º       |
| 1982  | 53.017 | 8,14%      | 1/10    | 3º       |